# Плассар, Кристоф
Кристоф Плассар (фр. Christophe Plassard; род. 19 ноября 1967, Ла-Гарен-Коломб, О-де-Сен) — французский политический и государственный деятель, депутат Национального собрания (с 2022).

## Биография
Родился 19 ноября 1967 года в Ла-Гарен-Коломб, департамент О-де-Сен, Франция.
Его детство прошло в пригороде Парижа, после чего он переехал в Руайан. После окончания обучения Плассар стал заниматься собственным бизнесом в сфере корпоративной рекламы.
В июне 2020 года Плассар был избран в городской совет Руайана. Спустя два года ему удалось одержат победу на парламентских выборах 2022 года, избравшись депутатом Национального собрания Франции от 5-го избирательного округа Приморской Шаранты. На этом посту он сменил Дидье Кентена, занимавшего эту должность с июня 1997 года.